# زرماکارون
زرماکارون یک شرکت تولید کنندهٔ مواد غذایی بر پایهٔ آرد است

## تاریخ
گروه زر با اعتماد به توانمندی‌های کشور پهناور ایران و به پشتوانه سال‌ها حضور مؤثر مدیرانش در عرصه‌های تولیدی و صنعتی، زیرساخت خود را در سال ۱۳۷۲ پایه‌ریزی نمود و فعالیتش در صنعت را از سال ۱۳۷۷ آغاز کرد.
این گروه در سال ۱۳۸۰ برای اولین بار در ایران خطوط تولید آرد سمولینا را راه‏‌اندازی کرد و همزمان با توسعه‌ی کارخانه آرد، در سال ۱۳۸۴ دست به احداث واحد تولیدی پاستا زد و توانست با تولید محصولاتی باکیفیت، سهم موثری در بازارهای داخلی کسب کند. به نحوی که طی ۵ سال، ظرفیت تولید خود را همراه با افزایش تعداد خطوط، به میزان قابل توجهی ارتقاء داد. 
گروه زر در حال حاضر با قرار گرفتن در جایگاه نخست صنعت پاستای ایران، بزرگترین صادرکننده انواع ماکارونی در کشور ‌‏است و توانسته است با ایجاد فضای رقابتی در صنعت، به عنوان اولین تولیدکننده انواع ماکارونی و پاستا با آرد سمولینا در ایران، نقش مهمی در ارتقاء کیفیت تولیدات داخلی ایفا کند.
هم‌اکنون محصولات زرماکارون هم‌تراز با برندهای معتبر جهانی در عرصه بین‏‌المللی قرار دارند. از سوی دیگر این گروه توانسته است با افزایش تعداد سیلوهای غلات خود، به بالاترین توان ذخیره‏‌سازی یکجا در کشور دست یافته و با راه‏‌اندازی ۵ خط تولیدی آرد، در مقام نخست بیشترین ظرفیت تولید یک جای انواع آرد در ایران قرار گیرد.

## افتخارات
- کسب عنوان عنوان اولین و تنها صادرکنندهٔ نمونهٔ ملی در صنعت ماکارونی درایران برای سه بار
- کسب بالاترین رکورد ذخیره‌سازی غلات و تولید آرد به صورت یکجا در کشور
- افزایش ظرفیت تولید زرماکارون به میزان ۱۰ برابر زمان تأسیس (۱۳۸۴)
- ثبت ۵ اختراع جدید در تولید ماکارونی و پاستا[۱]
- کسب پنج نشان استاندارد ملی[۲]

## محصولات
- انواع ماکارونی رشته‌ای فرمی و انواع لازانیا
- انواع رشته آش
- پودر کیک (با طعم‌های مختلف)
- ماکارونی فرمی جامبو (برای اولین بار در ایران)
- اسپاگتی سبزیجات (برای اولین بار در ایران)
- سس پاستا